# Géraldine Chevalier
Pour les articles homonymes, voir Chevalier.
Géraldine Chevalier, née le 30 novembre 1982, est une joueuse de kayak-polo internationale française.
En 2003, elle était inscrite au club de Thury-Harcourt.

## Sélections
Sélections en équipe de France espoir
- Championnats d'Europe 2001 : Médaille d'argent [2]

Sélections en équipe de France senior
- Championnats d'Europe 2003 : Médaille d'argent [3]